# Card d'esca

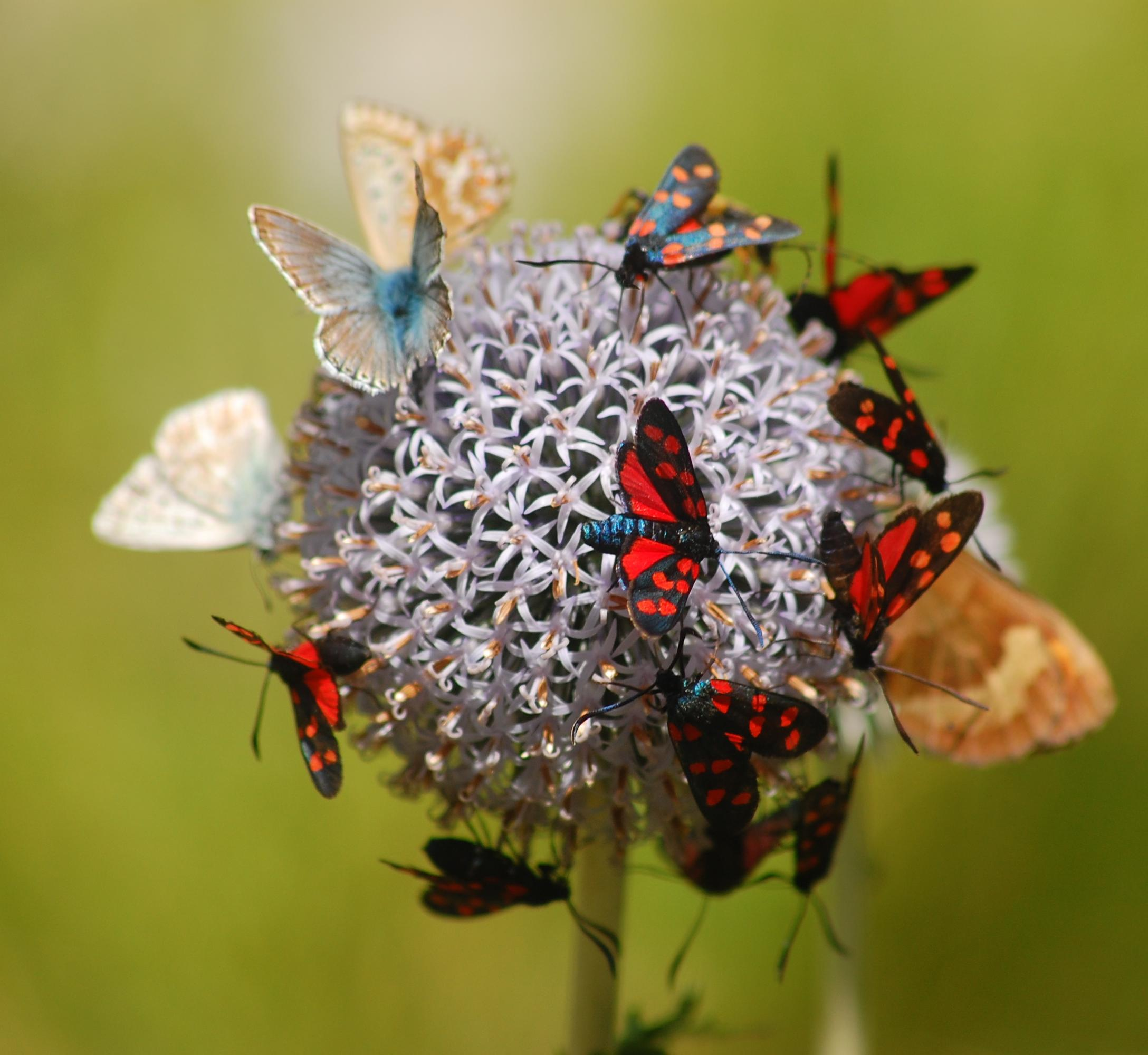
Diverses papallones i arnes sobre flors del cardet de sang Echinops ritro subsp. ruthenicus, a Eslovènia

El card d'esca o panical blau (Echinops ritro) és una espècie de card amb el capítol floral globós natiu d'Europa i l'oest d'Àsia. També es troba als Països Catalans, excepte les Balears.

## Descripció
Planta hemicriptòfita (amb gemmes persitents arran de terra) i escaposa (amb la tija més o menys erecta i foliosa), fa de 20 a 40 cm d'alt. Les inflorescències són d'un blau viu i de 2,5 a 4,5 cm de diàmetre. Floreix de juny a setembre.

## Hàbitat
Fenassars, joncedes, etc. es troba a la regió mediterrània i rarament ascendeix a la muntanya submediterrània. Des del nivell del mar als 1.500 metres d'altitud.